# William Augustus Hall
William Augustus Hall (* 15. Oktober 1815 in Portland, Maine; † 15. Dezember 1888 bei Darksville, Missouri) war ein US-amerikanischer Politiker. Zwischen 1862 und 1865 vertrat er den Bundesstaat Missouri im US-Repräsentantenhaus.

## Werdegang
William Hall war der ältere Bruder des Gouverneurs und Kongressabgeordneten Willard Preble Hall (1820–1882) und der Vater des Kongressabgeordneten Uriel Sebree Hall (1852–1932). Noch in seiner Jugend zog er mit seinen Eltern nach Harpers Ferry in Virginia. Er besuchte die öffentlichen Schulen und danach das Yale College. Im Jahr 1840 kam er zusammen mit seinem Vater in das Randolph County in Missouri. Nach einem Jurastudium und seiner 1841 erfolgten Zulassung als Rechtsanwalt begann er in Huntsville in diesem Beruf zu arbeiten. Später verlegte er seinen Wohnsitz und seine Anwaltspraxis nach Fayette. Während des Mexikanisch-Amerikanischen Krieges war Hall Hauptmann der amerikanischen Streitkräfte. Zwischen 1847 und 1861 amtierte er als Bezirksrichter. 1855 unterwies er einem Verfahren gegen die Sklavin Celia, die ihren Besitzer, der sie jahrelang vergewaltigt hatte, getötet hatte, die Geschworenen, dass die Gesetze von Missouri, die es einer Frau erlaubten, sich gegen Vergewaltigung zu wehren, nicht für Sklaven galten. Im Jahr 1861 war er Delegierter auf einer Versammlung zur Überarbeitung der Verfassung seines Staates. Nach der Volkszählung von 1850 besaß er vier Sklaven.
Hall war Mitglied der Demokratischen Partei. Nach dem Ausschluss des Kongressabgeordneten John Bullock Clark, der sich der Konföderation anschloss, wurde Hall bei der fälligen Nachwahl für den dritten Sitz von Missouri als dessen Nachfolger in das US-Repräsentantenhaus in Washington, D.C. gewählt, wo er am 20. Januar 1862 sein neues Mandat antrat. Nach einer Wiederwahl konnte er bis zum 3. März 1865 im Kongress verbleiben. Diese Zeit war von den Ereignissen des Bürgerkrieges bestimmt.
1864 verzichtete Hall auf eine erneute Kandidatur. Im gleichen Jahr war er Delegierter zur Democratic National Convention in Chicago, auf der General George B. McClellan als Präsidentschaftskandidat nominiert wurde. In der Folge praktizierte er wieder als Anwalt; außerdem wurde er auch in der Landwirtschaft tätig. William Hall starb am 15. Dezember 1888 in der Nähe von Darksville.